# Samba Riachão
Samba Riachão é um filme do gênero documentário brasileiro de 2001, dirigido por Jorge Alfredo, que narra a história do sambista baiano Clementino Rodrigues, mais conhecido como Riachão, um dos mais conhecidos e respeitado sambista do Brasil.

## Sinopse
Com 80 anos de idade, Riachão é o cronista musical da cidade de Salvador (BA) que vivenciou as mudanças que aconteceram no século XX e as consequentes transformações da Música Popular Brasileira (MPB) e também dos meios de comunicação. Pela história do grande cronista, é relatado no filme o histórico da MPB.

## Lançamento
À época do lançamento do documentário o diretor Jorge Alfredo disse em entrevista que "através da história do Riachão, o filme conta a história moderna do samba da Bahia; o ambiente boêmio e amador, quando o rádio era o principal veículo de comunicação e a indústria do disco ainda se consolidava no Brasil. Riachão vivenciou todas as transformações no mercado de música popular e dos meios de comunicação. Pegou um trem da linha 78 rpm com destino para o CD/DVD." 
Samba Riachão foi lançado no 34° Festival do Cinema Brasileiro de Brasília.

## Elenco
Participam do filme, grandes nomes da música brasileira e intelectuais como:
- Antônio Risério
- Bule-Bule
- Riachão
- Armandinho
- Dorival Caymmi
- Caetano Veloso
- Carlinhos Brown
- Gilberto Gil
- Tom Zé
- Cid Teixeira
- Clarindo Silva
- Eduardo Saphira
- França Teixeira
- Guido Guerra
- José Jorge Randam
- Manoel Canário
- Oscar Santana
- Perfilino Neto
- Tuzé de Abreu

## Recepção da crítica
José Geraldo Couto, do jornal Folha de S.Paulo, fez crítica positiva ao filme e anotou que "Um dos momentos mais belos do filme é aquele em que a câmera acompanha, com muita leveza, uma caminhada de Riachão por uma ladeira de Salvador, em direção à cidade baixa. Ele pára aqui e ali para brincar com fãs, ensaia passos de samba, entoa canções, sorri o tempo todo."

## Prêmios
O filme venceu o prêmio de 'Melhor filme' no Festival de Brasília no júri popular. Também venceu as categorias 'Melhor montagem' que foi feito por Tina Saphira.